# Locomotiva SNCF BB 67000
Le BB 67000 sono locomotive diesel delle Société Nationale des Chemins de fer Français (SNCF) ordinate il 22 dicembre 1960 e realizzate in 124 esemplari, il primo dei quali è entrato in servizio il 10 agosto 1963 e assegnato al deposito di Chambéry.

## Descrizione
Le BB 67000 sono locomotive diesel-elettriche di linea, utilizzate per treni passeggeri o merci. La prima serie è prodotta da Brissonneau et Lotz ad Aytré, nel dipartimento Charente-Maritime, nella regione della Nuova Aquitania.
Nel 1963 fu consegnato al deposito di Chambéry la locomotiva BB 67001, prima della serie da BB 67001 a BB 67040, alla quale è seguita poi una seconda serie da BB 67041 a BB 67124, frutto di un secondo ordine. Tutte queste locomotive sono idonee a circolare in accoppiamento in multiplo con locomotive della stessa serie.

La BB 67063 in livrea "bleu diesel" originale con baffo in alluminio

Queste locomotive e le successive serie 67200, 67300 e 67400 fino alle 67600 hanno costituito un parco di ben 492 locomotive che hanno caratterizzato la trazione diesel in Francia fino ai giorni nostri, sostituendo definitivamente la trazione a vapore sulle linee non elettrificate.
Le BB 67000 furono costruite, in collaborazione e sotto la guida della DETMT (Division des Études de Traction à Moteurs Thermiques), dai costruttori Brissonneau & Lotz per quanto riguarda la cassa e tutti gli impianti termici, pneumatici ed elettrici; dalla società MTE-Schneider-Le Creusot e Jeumont-Schneider e dalla società Oerlikon per quanto concerne i carrelli e i generatori, e infine dai Chantiers de l'Atlantique per i motori diesel. 
Dopo una prima parte della loro carriera, e sebbene parte della serie sia stata dismessa, il grosso delle locomotive è stato trasformato: prima 20 macchine in BB 67300, poi altre 75 in BB 67200; Le ultime cinque sono state trasformate in BB 67200 per la LGV Est européenne, portando a 80 le macchine trasformate, per la linea ferroviaria francese ad alta velocità che collega Vaires-sur-Marne nella Seine-et-Marne e Vendenheim nel Bas-Rhin per essere utilizzate per il traino dei convogli TGV quando le motrici di questi treni vanno in avaria, lavorando solo in coppia e sono modificate nel sistema di aggancio per essere appunto compatibili con i ganci automatici del TGV. 
Con l'arrivo di macchine più moderne e la riduzione del loro raggio d'azione a seguito dell'elettrificazione, il limite di velocità delle BB 67000 è stato ridotto a 90  km/h bloccando il riduttore in posizione "bassa velocità".

## Dati Tecnici
La motorizzazione è costituita da un motore diesel a 16 cilindri, di derivazione marina SEMT Pielstick V16 PA 4 ad alto rendimento, frutto dell'acquisizione
dei brevetti Pielstick da parte del costruttore, che è stato montato anche sul parco di locomotive BB 67300 e BB 67400; questo motore a parità di potenza pesava circa il 30% in meno rispetto ai propulsori installati negli anni cinquanta su macchine analoghe, sufficientemente leggero per consentire una disposizione d'assi modello BB e l'utilizzazione di carrelli monomotori derivati da quelli montati sulle locomotive elettriche BB 9400 con due rapporti di demoltiplicazione. La capacità del carburante è di 3400 litri di gasolio con una consumo di 2.8 litri/chilometro; la parte eletrrica è costituita da un generatore a corrente continua ed i motori di trazione SW 9209 a 680 V, uno per carrello, a ventilazione forzata elettrica.
In particolare, proprio su questa serie di locomotive venne inaugurata la trasmissione detta trifase-continua, sperimentata sulla BB 67036 nel 1965, l'unica locomotiva della serie BB 67000, realizzata con alternatore trifase con raddrizzatore, al posto del generatore a corrente continua. La locomotiva, che era in grado di alimentare elettricamente un treno passeggeri, rinumerata BB 67291 il 1 maggio 1966, prefigurava la serie BB 67300, per poi essere definitivamente trasformato il 24 gennaio 1979 in BB 67390. Tale tipo di trasmissione sarebbe infatti poi stata applicata anche alle BB 67300 e BB 67400 ed estesa alle altre serie.

## Modellismo
Questa locomotiva è stata riprodotta:
- in scala O dalla Lima di Vicenza
- in scala H0 dalla Jouef (BB 67001 a partire dal 1964 in differenti versioni[1], e alcune, tra il 1973 e il 1976 anche insieme a un carro riscaldo a vapore) e  Lima (BB 67001 in catalogo dal 1969 al 1988, in catalogo dal 1993 al 1994 veniva proposta la BB 67010, in catalogo dal 1995 al 1997 veniva proposta la BB 67087 e in catalogo dal 1996 al 1997 venivano proposte la BB 67035, la BB 67044 BB 64061 e riproposta la BB 67001[2]) dalla ditta Hornby-Jouef nel 2013-2014 e REE nel 2015
- in scala N da Minitrix e Lima